# Parigi-Lussemburgo 1965
La Parigi-Lussemburgo 1965, terza edizione della corsa, si svolse dal 27 al 30 agosto su un percorso di 872 km ripartiti in quattro tappe. La vittoria fu appannaggio del francese Jean Stablinski, che completò il percorso in 20h53'07" precedendo i belgi Guido Reybrouck e Ward Sels.
Erano presenti nove squadre: Ford-France, Margnat-Paloma, Flandria, Solo, Mercier, Pelforth, Peugeot, Televizier, Wiel's-Groene Leeuw e la selezione spagnola, per un totale di 80 corridori.
Rispetto all'edizione precedente ci furono dei cambiamenti: il ritorno della sede di partenza a Parigi e l'incremento del numero delle tappe, che passarono da due a quattro.

## Tappe
| Tappa  | Data      | Percorso                  | km  | Vincitore di tappa       | Leader classifica generale |
| ------ | --------- | ------------------------- | --- | ------------------------ | -------------------------- |
| 1ª     | 27 agosto | Parigi > Arras            | 206 | Willy Planckaert         | Willy Planckaert           |
| 2ª     | 28 agosto | Arras > Jambes            | 228 | Bernard Van De Kerckhove | -                          |
| 3ª     | 29 agosto | Arras > Jambes            | 228 | Jean Stablinski          | -                          |
| 4ª     | 30 agosto | Charleville > Lussemburgo | 210 | Ward Sels                | Jean Stablinski            |
| Totale | Totale    | Totale                    | 872 |                          |                            |

## Dettagli delle tappe

### 1ª tappa
- 27 agosto: Parigi > Arras – 206 km

Risultati
| Pos. | Corridore        | Squadra        | Tempo    |
| ---- | ---------------- | -------------- | -------- |
| 1    | Willy Planckaert | Flandria       | 5h28'53" |
| 2    | André Darrigade  | Margnat-Paloma | a 10"    |
| 3    | Julien Stevens   | Solo           | a 20"    |

| Pos. | Corridore        | Squadra        | Tempo    |
| ---- | ---------------- | -------------- | -------- |
| 1    | Willy Planckaert | Flandria       | 5h28'53" |
| 2    | André Darrigade  | Margnat-Paloma | a 10"    |
| 3    | Julien Stevens   | Solo           | a 20"    |

### 2ª tappa
- 28 agosto: Arras > Jambes – 228 km

Risultati
| Pos. | Corridore                | Squadra  | Tempo    |
| ---- | ------------------------ | -------- | -------- |
| 1    | Bernard Van De Kerckhove | Solo     | 5h38'11" |
| 2    | Eddy Merckx              | Solo     | a 10"    |
| 3    | Noël Vanclooster         | Flandria | a 1'28"  |

### 3ª tappa
- 29 agosto: Arras > Jambes – 228 km

Risultati
| Pos. | Corridore        | Squadra     | Tempo    |
| ---- | ---------------- | ----------- | -------- |
| 1    | Jean Stablinski  | Ford-France | 4h20'32" |
| 2    | Jacques Anquetil | Ford-France | a 10"    |
| 3    | Eddy Merckx      | Solo        | a 1'28"  |

### 4ª tappa
- 30 agosto: Charleville > Lussemburgo – 210 km

Risultati
| Pos. | Corridore       | Squadra     | Tempo    |
| ---- | --------------- | ----------- | -------- |
| 1    | Ward Sels       | Solo        | 5h16'46" |
| 2    | Jean Stablinski | Ford-France | a 20"    |
| 3    | Guido Reybrouck | Flandria    | a 30"    |

| Pos. | Corridore       | Squadra     | Tempo     |
| ---- | --------------- | ----------- | --------- |
| 1    | Jean Stablinski | Ford-France | 20h53'07" |
| 2    | Guido Reybrouck | Flandria    | a 1'18"   |
| 3    | Ward Sels       | Solo        | a 1'41"   |

## Classifica generale
| Pos. | Corridore       | Squadra     | Tempo     |
| ---- | --------------- | ----------- | --------- |
| 1    | Jean Stablinski | Ford-France | 20h53'07" |
| 2    | Guido Reybrouck | Flandria    | a 1'18"   |
| 3    | Ward Sels       | Solo        | a 1'41"   |
| 4    | Seamus Elliott  | Solo        | a ?       |
| 5    | André Foucher   | Pelforth    | a ?       |
| 6    | Cees Haast      | Televizier  | a ?       |
| 7    | Arie Den Hartog | Fort-France | a ?       |
| 8    | Valentin Uriona | KAS         | a ?       |
| 9    | Johnny Schleck  | Pelforth    | a ?       |
| 10   | Gerard Thielin  | Fort-France | a ?       |